# Акишово
Акишово — деревня в городском округе Подольск Московской области России.

## География
Находится в непосредственной близости у юго-западной границы города Подольска на правом берегу реки Мочи в 19 км от МКАД. Ближайшие населённые пункты — деревни Наумово, Жарково, посёлок Кузнечики.
географическое расстояние до:
- центра городского округа (Подольск): 3 км
- административного центра сельского поселения (Дубровицы): 5 км

## История
До 2015 года входила в состав сельского поселения Дубровицкое Подольского района.

## Население
| 2002 | 2006 | 2010 |
| ---- | ---- | ---- |
| 9    | ↗13  | ↗28  |

## Транспорт
Расстояние до:
- Автобусной остановки (Кузнечики): 1,5 км
- Автобусной остановки (Улица Академика Доллежаля 19): 2,1 км
- Автобусной остановки (Улица Генерала Смирнова 16): 2,4 км
- ближайшей ж/д платформы (Кутузовская): 5,4 км
- ближайшей станции метро (Бунинская Аллея (станция метро)): 14 км